# Regierung Menzies III
Die Regierung Menzies III regierte Australien vom 28. Oktober 1940 bis zum 29. August 1941. Es handelte sich um eine Koalitionsregierung der United Australia Party (UAP) und der Country Party (CP).
Bereits die Vorgängerregierung war eine Koalitionsregierung der UAP und der CP unter Premierminister Robert Menzies. Bei der Parlamentswahl am 21. September 1940 verlor die UAP 5 Sitze und die CP 2 Sitze und sie waren mit zusammen 33 von 75 Sitzen im Repräsentantenhaus auf die Unterstützung von 2 unabhängigen Abgeordneten angewiesen. Im Senat konnten die Regierung ihre Mehrheit von 20 der 36 Sitze halten. Menzies wurde erneut Premierminister. Menzies bot der von ihm ungeliebten Labor Party die Bildung einer großen „Kriegskoalition“ an, wie sie etwa in Großbritannien im Kabinett Churchill bestand. Labor lehnte dies wiederholt ab und drang etwa darauf, australische Truppen in der Heimat zu halten und nicht auf europäischen Kriegsschauplätzen einzusetzen. Von Januar bis Mai 1941 weilte Menzies im Ausland, erst besuchte er die australischen Truppen in Nordafrika und Palästina, anschließend hielt er sich in London auf. Menzies wurde zunehmend in der Öffentlichkeit und sogar in der eigenen Partei kritisiert, unter anderem aufgrund von Vermutungen, er wolle die Nachfolge Churchills als britischer Premier antreten. Als sich seine Kabinettskollegen anlässlich einer weiteren geplanten Reise nach London weigerten, ihm das Vertrauen auszusprechen, erklärte Menzies am 27. August 1941 seinen Rücktritt und schied zwei Tage später aus dem Amt. Es folgte eine UAP-CP-Regierung mit dem Vorsitzenden der Country Party Arthur Fadden als Premierminister.

## Ministerliste
| Minister                                                                                 | Minister                | Minister | Minister                             | Minister |
| Amt                                                                                      | Minister                | Partei   | Amtszeit                             | Bild     |
| ---------------------------------------------------------------------------------------- | ----------------------- | -------- | ------------------------------------ | -------- |
| Premierminister                                                                          | Robert Menzies          | UAP      | 28. Oktober 1940 – 29. August 1941   |          |
| Minister für die Koordination der Verteidigung                                           | Robert Menzies          | UAP      | 28. Oktober 1940 – 29. August 1941   |          |
| Informationsminister                                                                     | Robert Menzies          | UAP      | 28. Oktober 1940 – 13. Dezember 1940 |          |
| Informationsminister                                                                     | Harry Foll              | UAP      | 13. Dezember 1940 – 29. August 1941  |          |
| Schatzminister                                                                           | Arthur Fadden           | CP       | 28. Oktober 1940 – 29. August 1941   |          |
| Generalstaatsanwalt                                                                      | Billy Hughes            | UAP      | 28. Oktober 1940 – 29. August 1941   |          |
| Marineminister                                                                           | Billy Hughes            | UAP      | 28. Oktober 1940 – 29. August 1941   |          |
| Armeeminister                                                                            | Percy Spender           | UAP      | 28. Oktober 1940 – 29. August 1941   |          |
| Vizepräsident des Executive Council                                                      | George McLeay           | UAP      | 28. Oktober 1940 – 26. Juni 1941     |          |
| Minister für Repatriierung                                                               | George McLeay           | UAP      | 28. Oktober 1940 – 26. Juni 1941     |          |
| Minister für Repatriierung                                                               | Herbert Collett         | UAP      | 26. Juni 1941 – 29. August 1941      |          |
| Generalpostmeister                                                                       | George McLeay           | UAP      | 28. Oktober 1940 – 26. Juni 1941     |          |
| Generalpostmeister                                                                       | Thomas Collins          | CP       | 26. Juni 1941 – 29. August 1941      |          |
| Minister für die Luftwaffe                                                               | John McEwen             | CP       | 28. Oktober 1940 – 29. August 1941   |          |
| Minister für die Luftfahrt                                                               | John McEwen             | CP       | 28. Oktober 1940 – 29. August 1941   |          |
| Innenminister                                                                            | Harry Foll              | UAP      | 28. Oktober 1940 – 29. August 1941   |          |
| Wirtschaftsminister                                                                      | Earle Page              | CP       | 28. Oktober 1940 – 29. August 1941   |          |
| Außenminister                                                                            | Frederick Stewart       | UAP      | 28. Oktober 1940 – 29. August 1941   |          |
| Gesundheitsminister                                                                      | Frederick Stewart       | UAP      | 28. Oktober 1940 – 29. August 1941   |          |
| Sozialminister                                                                           | Frederick Stewart       | UAP      | 28. Oktober 1940 – 29. August 1941   |          |
| Munitionsminister                                                                        | Philip McBride          | UAP      | 28. Oktober 1940 – 29. August 1941   |          |
| Minister für Versorgung und Entwicklung                                                  | Philip McBride          | UAP      | 28. Oktober 1940 – 26. Juni 1941     |          |
| Minister für Versorgung und Entwicklung                                                  | George McLeay           | UAP      | 26. Juni 1941 – 29. August 1941      |          |
| Minister für Handel und Zölle                                                            | Eric Harrison           | UAP      | 28. Oktober 1940 – 29. August 1941   |          |
| Minister für Arbeit und Wehrdienst                                                       | Harold Holt             | UAP      | 28. Oktober 1940 – 29. August 1941   |          |
| Forschungsminister                                                                       | Harold Holt             | UAP      | 28. Oktober 1940 – 29. August 1941   |          |
| Minister für Flugzeugproduktion                                                          | John Leckie             | UAP      | 26. Juni 1941 – 29. August 1941      |          |
| Verkehrsminister                                                                         | Hubert Lawrence Anthony | CP       | 26. Juni 1941 – 29. August 1941      |          |
| Minister für Kriegswirtschaft                                                            | Eric Spooner            | UAP      | 26. Juni 1941 – 29. August 1941      |          |
| Minister für Heimatschutz                                                                | Joe Abbott              | CP       | 26. Juni 1941 – 29. August 1941      |          |
| Minister für die Außenterritorien                                                        | Allan McDonald          | UAP      | 26. Juni 1941 – 29. August 1941      |          |
|                                                                                          |                         |          |                                      |          |
| Minister ohne Portfolio und Assistant Minister                                           |                         |          |                                      |          |
| Minister ohne Portfolio zuständig für Veteranenunterkünfte                               | Herbert Collett         | UAP      | 28. Oktober 1940 – 26. Juni 1941     |          |
| Minister ohne Portfolio zur Unterstützung des Premierministers bei den Außenterritorien  | Thomas Collins          | CP       | 28. Oktober 1940 – 26. Juni 1941     |          |
| Assistant Minister zur Unterstützung des Ministers für die Koordination der Verteidigung | Joe Abbott              | CP       | 26. Juni 1941 – 29. August 1941      |          |
| Minister ohne Portfolio zur Unterstützung des Schatzministers                            | Hubert Lawrence Anthony | CP       | 28. Oktober 1940 – 26. Juni 1941     |          |
| Assistant Minister zur Unterstützung des Schatzministers                                 | Hubert Lawrence Anthony | CP       | 26. Juni 1941 – 29. August 1941      |          |
| Assistant Minister für die Armee                                                         | Joe Abbott              | CP       | 26. Juni 1941 – 29. August 1941      |          |
| Minister ohne Portfolio zur Unterstützung des Ministers für Repatriierung                | Herbert Collett         | UAP      | 28. Oktober 1940 – 26. Juni 1941     |          |
| Minister ohne Portfolio zur Unterstützung des Innenministers                             | Thomas Collins          | CP       | 28. Oktober 1940 – 26. Juni 1941     |          |
| Assistant Minister für Inneres                                                           | Allan McDonald          | UAP      | 26. Juni 1941 – 29. August 1941      |          |
| Minister ohne Portfolio zur Unterstützung des Wirtschaftsministers                       | Hubert Lawrence Anthony | CP       | 28. Oktober 1940 – 26. Juni 1941     |          |
| Assistant Minister für Wirtschaft                                                        | Hubert Lawrence Anthony | CP       | 26. Juni 1941 – 29. August 1941      |          |
| Assistant Minister für Munition                                                          | John Leckie             | UAP      | 26. Juni 1941 – 29. August 1941      |          |
| Assistant Minister für Versorgung und Entwicklung                                        | Thomas Collins          | CP       | 26. Juni 1941 – 29. August 1941      |          |
| Minister ohne Portfolio zur Unterstützung des Ministers für Handel und Zölle             | John Leckie             | UAP      | 28. Oktober 1940 – 26. Juni 1941     |          |
| Minister ohne Portfolio zur Unterstützung des Ministers für Arbeit und Wehrdienst        | John Leckie             | UAP      | 28. Oktober 1940 – 26. Juni 1941     |          |